# ويلفريد بورك
ويلفريد بورك هو مهندس كندي، ولد في مارس 1879 في فارنهام في كندا، وتوفي في 19 أغسطس 1909 في إنديانابوليس موتور سبيدواي في الولايات المتحدة.